# Dhawalagiri
Dhawalagiri is een van de 14 zones van Nepal. De hoofdstad is Baglung.

## Districten
Dhawalagiri is onderverdeeld in vier districten (Nepalees: jillā):
- Baglung
- Mustang
- Myagdi
- Parbat

Bagmati · Bheri · Dhawalagiri · Gandaki · Janakpur · Karnali · Kosi · Lumbini · Mahakali · Mechi · Narayani · Rapti · Sagarmatha · Seti